# Ритв'яни (гміна)
Гміна Ритв'яни (пол. Gmina Rytwiany) — сільська гміна у східній Польщі. Належить до Сташовського повіту Свентокшиського воєводства.
Станом на 31 грудня 2011 у гміні проживало 6433 особи.

## Територія
Згідно з даними за 2007 рік площа гміни становила 126.27 км², у тому числі:
- орні землі: 44.00%
- ліси: 48.00%

Таким чином, площа гміни становить 13.65% площі повіту.

## Населення
Станом на 31 грудня 2011:
| Опис     | Загалом | Загалом | Чоловіки | Чоловіки | Жінки | Жінки |
| -------- | ------- | ------- | -------- | -------- | ----- | ----- |
| одиниця  | осіб    | %       | осіб     | %        | осіб  | %     |
| все      | 6433    | 100     | 3191     | 49.60    | 3242  | 50.40 |
| міське   | 0       | 100     | 0        |          | 0     |       |
| сільське | 6433    | 100     | 3191     | 49.60    | 3242  | 50.40 |

## Сусідні гміни
Гміна Ритв'яни межує з такими гмінами: Лубніце, Олесниця, Осек, Поланець, Сташув, Тучемпи.